# گراهام فوچر
گراهام فوچر (انگلیسی: Graham Futcher؛ زادهٔ ۱۵ ژوئن ۱۹۵۳) بازیکن فوتبال اهل بریتانیا است.
از باشگاه‌هایی که در آن بازی کرده‌است می‌توان به باشگاه فوتبال اسکلمرسال یونایتد اشاره کرد.